# استصحاب
الاستصحاب أو استصحاب الحال من الأدلة الثانوية في علم أصول الفقه، وهو أصل من أصول الشريعة التي تجعل العلماء في فسحة وتخلصهم من مواقف الحيرة، وهو أصل متفق على العمل به في الجملة وإن اختلفوا في بعض ضروبه. قال القرطبي: "القول باستصحاب لازم لكل أحد لأنه أصل من أصول النبوة والشريعة، فإن لم نقل باستمرار حال تلك الأدلة لم يحصل العلم بشيء من تلك الأصول" واستمرار حال أدلة النبوة والشريعة من ‌الاستصحاب الذي لا يختلف العقلاء في صحته، ولا يتطرق إليه الريب في حال.

## تعريف الاستصحاب
لغةً: طلب المصاحبة، يقال: استصحب الشيء إذا لازمه، ويقال: استصحبه الشيء أي سأله أن يجعله في صحبته. واصطلاحا هو: الحكم بثبوت أمر أو نفيه في الزمان الحاضر أو المستقبل بناء على ثبوته أو عدمه في الزمان الماضي؛ لعدم قيام الدليل على تغييره. وبعبارة أخرى، جعل الحالة السابقة دليلا على الحالة اللاحقة، أو إبقاء الشيء على حكمه السابق ما لم يغيره مغير شرعي. ويقال: استصحب الرجل: دعاه إلى الصحبة. ويقال: استصحبت الكتاب في سفري أو الرقيق، أي جعلته مصاحبًا لي، وكل شيء لازم شيئًا فقد استصحبه.
اصطلاحاً: هو التمسك بدليل عقلي، أو شرعي لم يظهر عنه ناقل، وهو استلزام بقاء ما تحقق وجوده أو عدمه في حال من الأحوال على ما كان عليه بسبب عدم ثبوت تغيير.

## أمثلته
الأصل في البكر بقاء البكارة حتى تثبت الثيوبة بدليل، والأصل بقاء الملكية للمالك حتى يثبت نقلها بدليل، والأصل في الماء الطهارة حتى يثبت عدمها بدليل.

## مكانته بين الأدلة
قال الزركشي: هو آخر مدار الفتوى، فإن المفتي إذا سئل عن حادثة يطلب حكمها في الكتاب، ثم في السنة، ثم في الإجماع، ثم في القياس، فإن لم يجده فيأخذ حكمها من استصحاب الحال في النفي والإثبات، فإن كان التردد في زواله، فالأصل بقاؤه، وإن كان في ثبوته، فالأصل عدم ثبوته. وهو حجة يفزع إليها المجتهد إذا لم يجد في الحادثة حجة خاصة.
وجعل الطوفي استصحاب الحال الأصل الرابع من الأدلة المتفق عليها بعد الكتاب، والسنة، والإجماع، فقال في أول كتاب الأدلة: الأصول: الكتاب، والسنة، والإجماع، واستصحاب النفي الأصلي.
وقال ابن عقيل: استصحاب الحال وهو البقاء على حكم الأصل، فهو أصل من أصول الدين، ودليل من أدلة الشرع ينبني عليها عدة مسائل.

## حجية الاستصحاب
- القول الأول: أن الاستصحاب حجة يفزع إليها المجتهد، إذا لم يجد في الحادثة حجة خاصة. وبه قال الحنابلة، والمالكية، وأكثر الشافعية، والظاهرية سواء كان في النفي أو الإثبات [6]، وحكاه ابن الحاجب عن الأكثر.[7]
- الثاني: أنه ليس بحجة، وإليه ذهب أكثر الحنفية، والمتكلمين كأبي الحسين البصري، وأبي المظفر السمعاني من الشافعية.[8]
- الثالث: أنه حجة على المجتهد فيما بينه وبين الله عز وجل، فإنه لم يكلف إلا ما يدخل تحت مقدوره، فإذا لم يجد دليلًا سواه جاز التمسك به، ولا يكون حجة على الخصم عند المناظرة، فإن المجتهدين إذا تناظروا لم ينفع المجتهد قوله لم أجد دليلًا على هذا؛ لأن التمسك بالاستصحاب لا يكون إلا عند عدم الدليل.
- الرابع: أنه يصلح حجة للدفع لا للرفع، وإليه ذهب أكثر الحنفية، قال إلكيا الهراسي: ويعبرون عن هذا بأن استصحاب الحال صالح لإبقاء ما كان على ما كان، إحالةً على عدم الدليل، لا لإثبات أمر لم يكن، وقد قدمنا أن هذا قول أكثر المتأخرين من الحنفية.
- الخامس: أنه يصلح للترجيح به لا غير، نقله الأستاذ أبو إسحاق عن الشافعي، وقال: إنه الذي يصح عنه، لا أنه يحتج به.
- السادس: أن المستصحب إن لم يكن غرضه سوى نفي ما نفاه صح ذلك، وإن كان غرضه إثبات خلاف قول خصمه، من وجهة يمكن استصحاب الحال في نفي ما أثبته، فليس له الاستدلال به.

كمن استدل على إبطال بيع الغائب، ونكاح المحرم، والشغار بأن الأصل أن لا عقد، فلا يثبت إلا بدلالة صح استدلاله، أما من استدل بالاستصحاب في مسألة الحرام أنه يمين توجب كفارة يمين، فإنه يستدل بأن الأصل أن لا طلاق، ولا ظهار، ولا لعان، فيعارض بالأصل أن لا يمين، ولا كفارة، فيتعارض الاستصحابان فيسقطان، حكى هذا المذهب الأستاذ أبو منصور البغدادي عن بعض أصحاب الشافعي. 

## أنواعه
وله خمسة أنواع:
- استصحاب حكم الإباحة الأصلية للأشياء التي لم يرد دليل على تحريمها، ومعنى هذا أن المقرر عند جمهور الأصوليين، بعد ورود الشرع: هو أن الأصل في الأشياء النافعة التي لم يرد فيها من الشرع حكم معين هو الإباحة، كما أن الأصل في الأشياء الضارة هو الحرمة.
- استصحاب العموم إلى أن يرد تخصيص أو استصحاب النص إلى أن يرد نسخ.
- استصحاب ما دل العقل والشرع على ثبوته ودوامه، وقد عبر عنه ابن القيم باستصحاب الوصف المثبت للحكم حتى يثبت خلافه كالملك، عند وجود سببه، وهو العقد أو الوراثة، أو غيرهما من أسباب الملك.
- استصحاب الحكم الأصلي المعلوم بالعقل في الأحكام الشرعية أي انتفاء الأحكام السمعية في حقنا قبل ورود الشرع، كالحكم ببراءة الذمة من التكاليف الشرعية حتى يوجد دليل شرعى يدل على التكليف ويسمى هذا بالبراءة الأصلية.
- استصحاب حكم ثابت بالإجماع في محل الخلاف بين العلماء مثاله: إجماع الفقهاء على صحة الصلاة عند فقد الماء، فإذا أتم المتيمم الصلاة قبل رؤية الماء صحت الصلاة، وأما إذا رأى الماء في أثناء الصلاة فهل تبطل الصلاة أم لا. قال الشافعي ومالك، لا تبطل الصلاة لأن الإجماع منعقد على صحتها قبل رؤية الماء، فيستصحب حال الإجماع إلى أن يدل دليل على أن رؤية الماء مبطلة، وقال أبو حنيفة[ ؟ ] وأحمد تبطل الصلاة ولا اعتبار بالإجماع على صحة الصلاة قبل رؤية الماء، فإن الإجماع انعقد في حالة العدم لا في حالة الوجود، ومن أراد إلحاق العدم بالوجود: فعليه البيان والدليل. وللعلماء مذاهب في القول بحجية الاستصحاب من عدمها موضعها كتب الأصول فلتراجع.

## للاستزادة
- البحر المحيط لبدر الشركشي 6 /17 وما بعدها طبعة وزارة الأوقاف بالكويت طبعة أولى 1990.
- شرح الكوكب المنير لابن النجار الحنبلي تحقيق محمد الزحيلي ونزيه حماد 4 /403 جامعة الملك عبد العزيز بالسعودية 1980.
- الحاصل من المحصول لتاج الدين الأرموى تحقيق عبد السلام أبو ناجى 2 /1039 منشورات جامعة ماريونس بنغازى سنة 1994م.